# كريس روس
كريس روس (بالإنجليزية: Chris Ross)‏ هي لاعبة اتحاد الرغبي أسترالية، ولدت في 10 فبراير 1979.